# Steppesaure
L'steppesaure (Steppesaurus gurleyi) és una espècie extinta de sinàpsid extint de la família dels ftinosúquids que visqué durant el Permià, fa entre 268,8 i 279,3 milions d'anys, en allò que avui en dia és Nord-amèrica. Se n'han trobat restes fòssils a Texas (Estats Units). Originalment fou classificat entre els esfenacodòntids. Era un sinàpsid carnívor i de mida relativament grossa que hauria pogut recordar Sphenacodon o el dimetrodont. El nom genèric Steppesaurus li fou assignat en honor de J. Steppe, propietari dels terrenys on es trobaren restes d'aquest animal, mentre que el nom específic gurleyi li fou assignat en honor de W. Gurley, que contribuí a la recerca paleontològica.